# トラフシジミ
トラフシジミ（虎斑小灰蝶、学名: Rapala arata）は、チョウ目（鱗翅目）アゲハチョウ上科シジミチョウ科に属するチョウの一種。

## 概要
翅の裏は白～明灰色と暗灰色のしま模様で、後翅舌部にオレンジ斑と尾状突起を持つ。この翅裏のしま模様からトラフと名が付いた。翅表は黒地で、雄は中心が青紫色に輝く。関東以西では一般的なヤマトシジミと比べると1～2まわりほど大きい。直線的で敏速に飛翔するが、葉上で休息したり花に訪れるためによくとまる。
蛹で越冬するため成虫は春早くから見られ、夏の終わりにかけて2回発生する（寒冷地では6月羽化し年1回発生）。夏発生型は翅裏の白色にグレーがかり、名の由来であるトラフ模様は埋没気味になる。
全国に生息し、食樹も広範囲にわたるが、数はそう多くない。市街地や都心でも飛来、発生することがあるが、低山地や渓流沿い、二次林などやや人の手が入る環境に多い。食樹はリンゴ（バラ科）、フジ・クズ（マメ科）、ウツギ（ユキノシタ科）、ナツハゼ（ツツジ科）など。

## 分布
日本全土に分布。国外では中国東北部・中部、極東ロシア。